# Thomas Degand
Thomas Degand (* 13. Mai 1986 in Ronse) ist ein ehemaliger belgischer Radrennfahrer.

## Sportliche Karriere
Zunächst fuhr Degand in den Jahren 2007 und 2008 für das belgische UCI Continental Team Storez-Ledecq Matériaux, welches 2008 in Groupe Gobert.com hieß. Er wechselte 2009 zu Veranda’s Willems, das in den folgenden Jahren mehrmals den Namen änderte und ab 2011 eine Lizenz als UCI Professional Continental Team erhielt. Degand gewann im Jahr 2010 mit den Eintagesrennen Circuit de Wallonie und Flèche Ardennaise seine ersten Wettbewerbe des internationalen Kalenders und den belgischen Meistertitel der Elitefahrer ohne Profivertrag im Einzelzeitfahren. Im Jahr 2014 wurde er Gesamtzweiter und Etappensieger der Tour du Gévaudan Languedoc-Roussillon.
In der Saison 2015 fuhr Degand für das UCI WorldTeam IAM Cycling, bevor er zu seiner bisherigen Mannschaft zurückkehrte. Er bestritt mit der Vuelta a España 2015 seine erste Grand Tour. Er musste die Rundfahrt auf der neunten Etappe aufgrund von Sturzfolgen aufgeben.
Nachdem Degand im Mai 2017 mit der Gesamtwertung der Tour du Jura Cycliste seinen größten Karriereerfolg erzielt hatte, war der Rest der Saison von Stürzen geprägt: Bei der Tour de France stürzte er während eines Ruhetages, als er trainierte und ihm ein Hund vor das Rad lief. Er konnte die Rundfahrt aber weiter bestreiten und belegte Platz 34 in der Gesamtwertung. Im September des Jahres wurde er während des Grand Prix de Wallonie von einem Auto der Jury angefahren und musste das Rennen anschließend aufgeben.
Nach Ablauf der Saison 2020 beendete Degand seine Karriere als Radrennfahrer.

## Erfolge
2010
- Circuit de Wallonie
- Flèche Ardennaise
- Belgischer Meister – Einzelzeitfahren (Elite ohne Vertrag)

2014
- eine Etappe Tour du Gévaudan Languedoc-Roussillon

2017
- Gesamtwertung Tour du Jura Cycliste

## Grand-Tour-Platzierungen
| Grand Tour            | 2015 | 2016 | 2017 | 2018 | 2019 | 2020 |
| --------------------- | ---- | ---- | ---- | ---- | ---- | ---- |
| Giro d’ItaliaGiro     | –    | –    | –    | –    | –    | –    |
| Tour de FranceTour    | –    | –    | 34   | 54   | –    | –    |
| Vuelta a EspañaVuelta | DNF  | –    | –    | –    | –    | –    |